# Evolución histórica del plano de Madrid

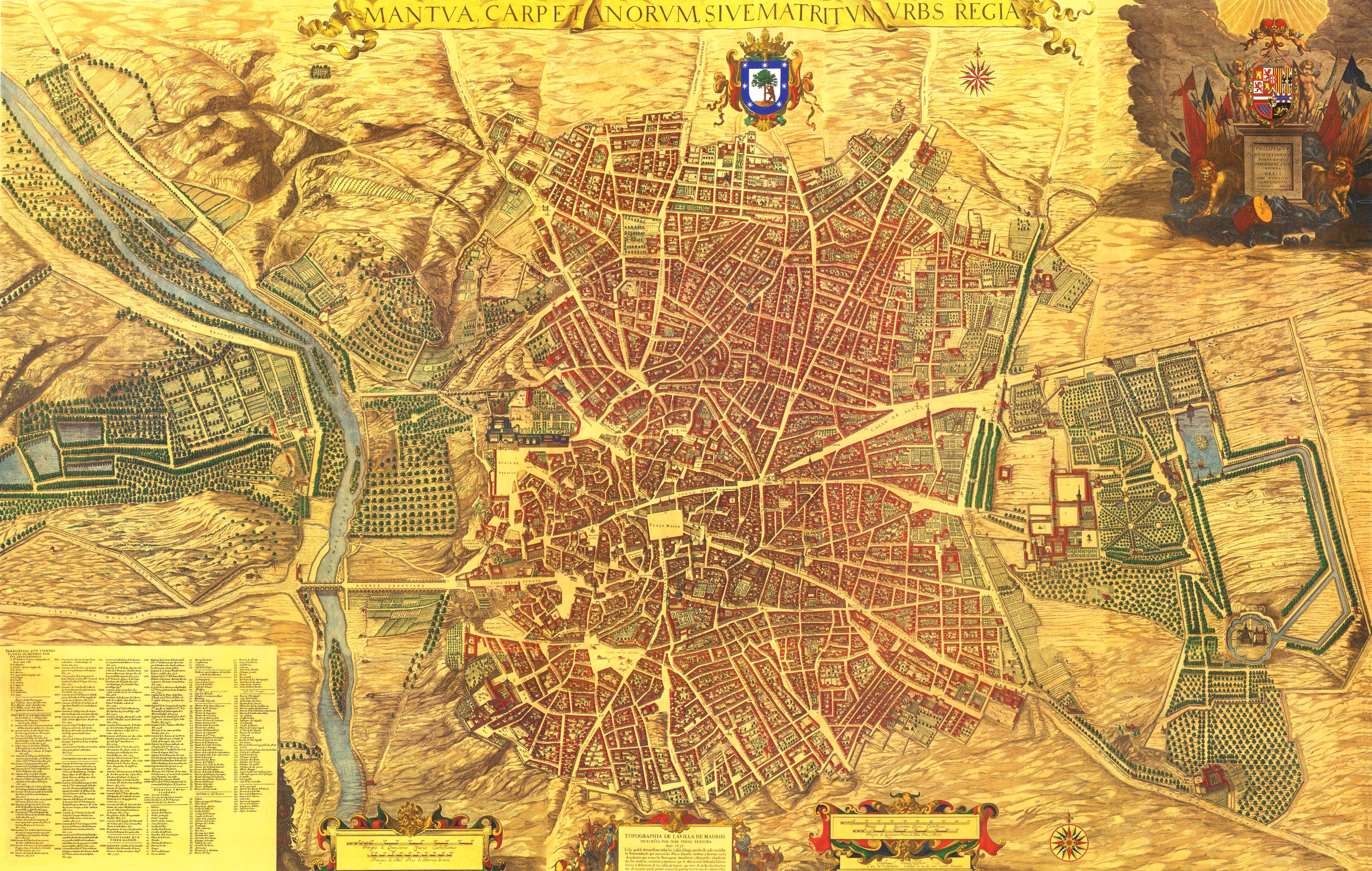
Plano de Madrid de Pedro Teixeira (1656) Mantua Carpetanorum sive Matritum Urbs Regia.

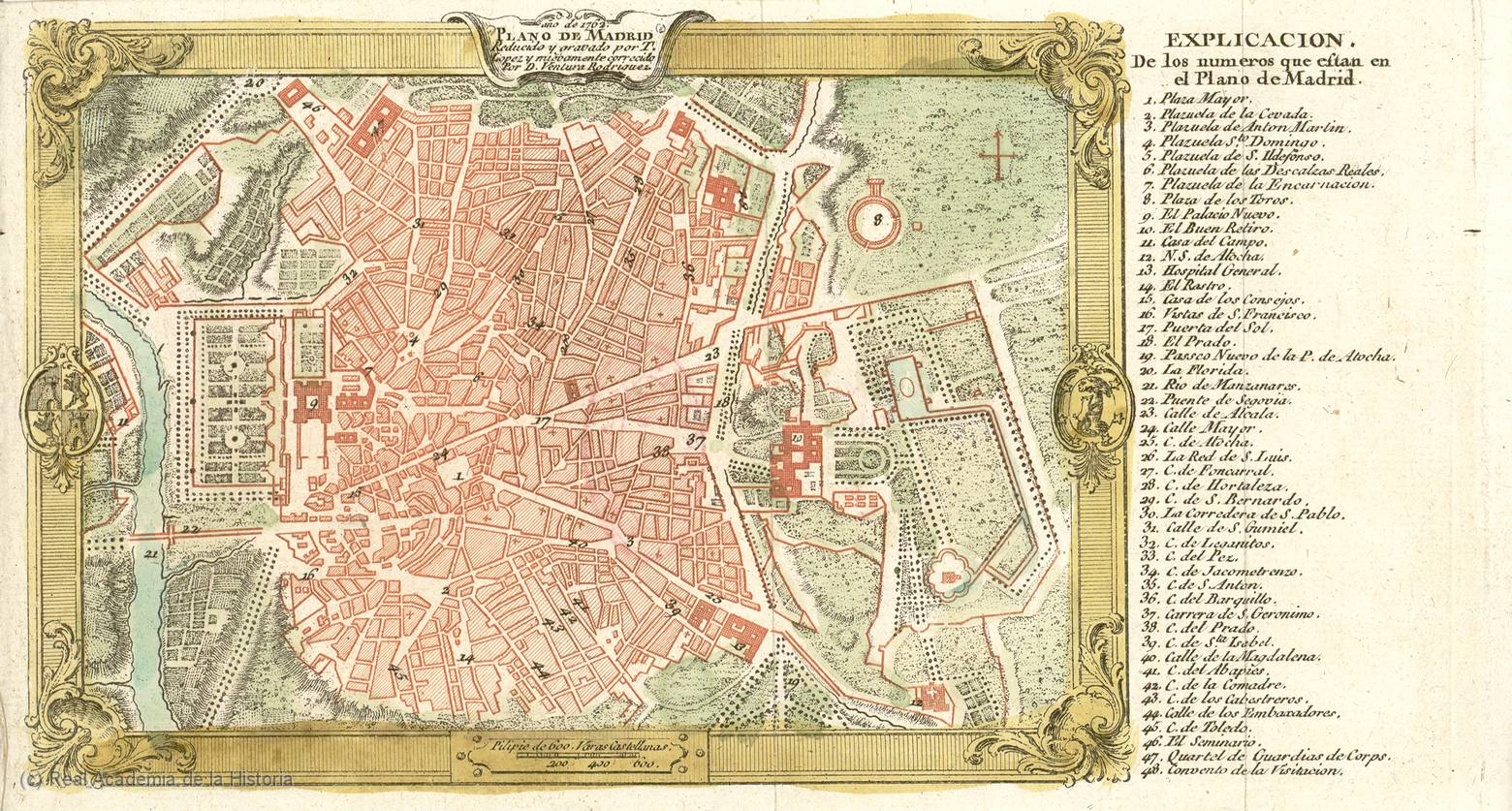
Plano de 1762. La cerca de época de Felipe IV no había sido traspasada, y no lo fue hasta mediados del siglo XIX

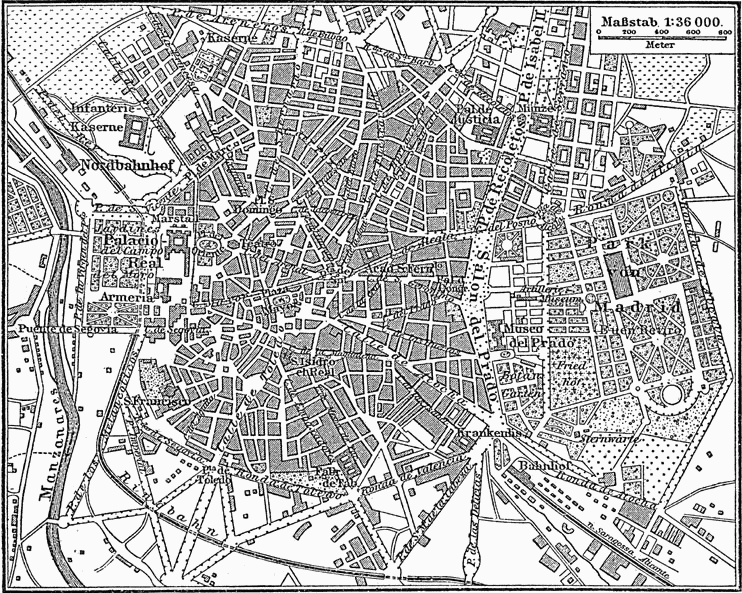
Mapa alemán de la ciudad de 1888. Aunque sólo se representa un espacio similar al del mapa anterior, se observa el trazado continuo de los bulevares, la ampliación del Ensanche al noreste (comienzo de las calles del Barrio de Salamanca), los espacios ferroviarios al sureste y noroeste, y algunos espacios abiertos en el centro histórico que corresponden a las plazuelas abiertas por José Bonaparte (Santa Ana, Tirso de Molina, y la plaza de Oriente con el Teatro Real). La Gran Vía aún no se ha abierto.

Hoja especial Madrid y su entorno del Mapa Topográfico Nacional a escala 1:50.000 (1.ª edición, 2012).

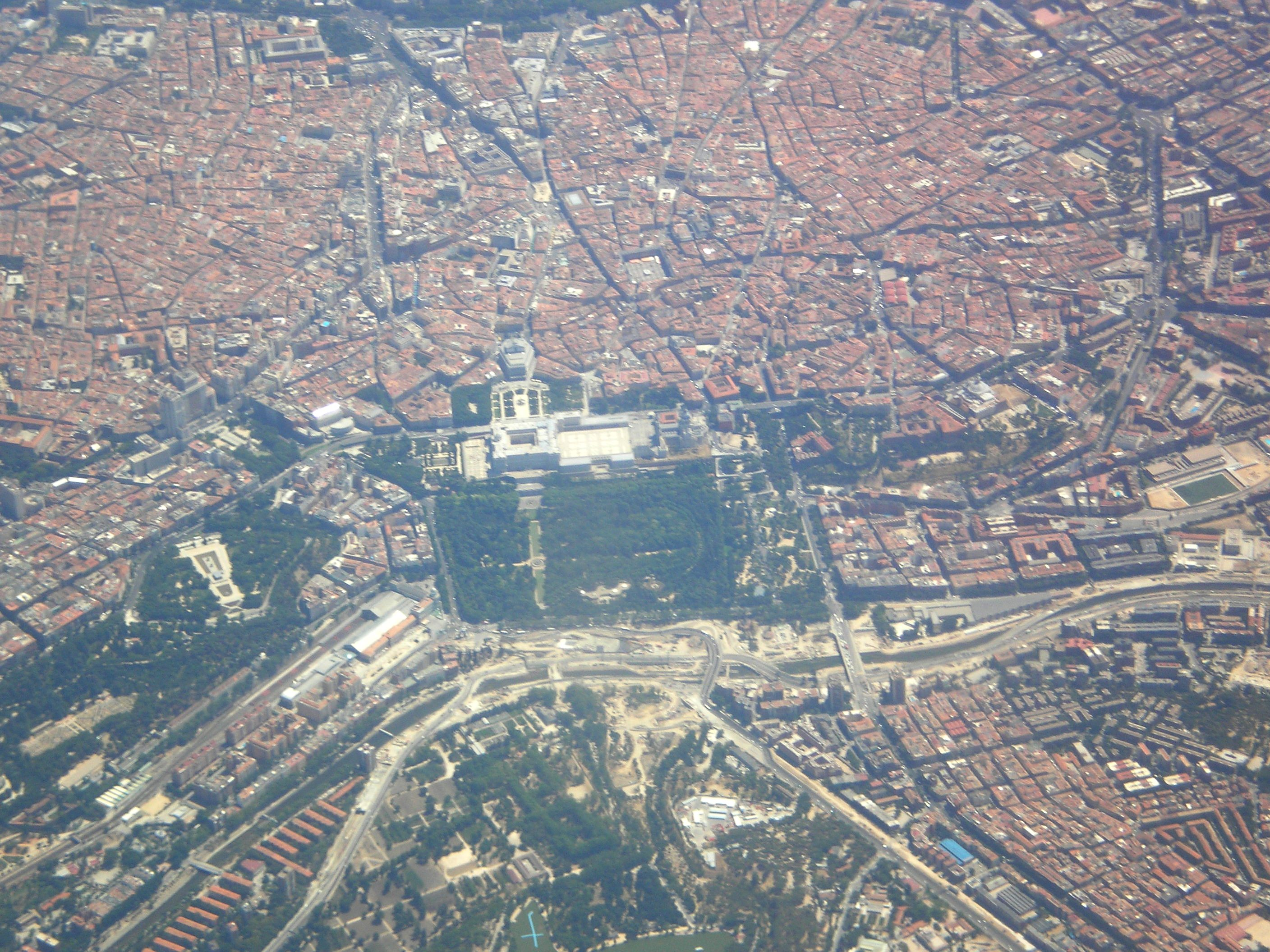
Vista aérea desde el oeste de la zona centro de Madrid, con el Palacio Real en mitad de la imagen.

La evolución histórica del plano de Madrid  ha reflejado a lo largo de los siglos su crecimiento y transformaciones hasta la conformación actual de su morfología y estructura urbana. 
El casco antiguo de Madrid, con origen en la medina musulmana, surge de un emplazamiento estratégico (el control de un vado del Manzanares) que determinará una serie de limitaciones topográficas: la disposición del caserío original en las zonas elevadas sobre el río y la ocupación del barranco de la calle de Segovia, donde se establecerán, al lado norte la alcazaba y al sur los barrios mozárabe y judío, convertidos en morería y judería tras la ocupación cristiana del siglo XI.
Las ampliaciones urbanas necesariamente hubieron de hacerse hacia el este, por el obstáculo de las pendientes sobre el río. Sobre la morfología típica de trazado irregular de calles estrechas típico del urbanismo mediterráneo, se añadió un trazado radiocéntrico definido por las bifurcaciones de caminos que aparecen a las puertas de las cercas o murallas y que sucesivamente fueron siendo englobados (puertas convertidas en plazas y caminos convertidos en calles) por el crecimiento urbano de la Baja Edad Media y la época de los Austrias, ya con la capitalidad: en el eje orientado al norte, la Puerta de Balnadú –luego Caños del Peral, en el actual Teatro de la Ópera–, en el nororiental, el más prolongado, primero la Puerta de Guadalajara, luego la Puerta del Sol, y la Puerta de Alcalá; en el eje suroriental Puerta Cerrada; en el sur Puerta de Moros, prolongado por la Puerta de Toledo; los ejes occidentales están cortados por el río: Puerta de la Vega; posteriormente, la Puerta de Hierro marcó el eje noroccidental. El trayecto de estas cercas todavía se detecta en el trazado de las calles, como en la Cava Baja (cava: foso previo a la cerca). La Plaza Mayor es un antiguo espacio abierto en el Arrabal (se llamó plaza del Arrabal) que se organiza como espacio de mercado, y se racionaliza con el cierre rectangular, que acaba techando las calles con los arcos de sus salidas (como el típico Arco de Cuchilleros, en la esquina suroriental), ya en el siglo XVIII.
Emplazamiento:La ciudad de Madrid se sitúa en el centro de la Meseta, a pocos kilómetros del centro geográfico de la Península. Madrid se emplaza en una zona más o menos llana al sur de la Sierra de Guadarrama (Sistema Central) junto al río Manzanares.

## Madrid en la Edad Moderna

### Siglo XVI
Bajo el reinado de Felipe II, en 1561, Madrid fue nombrada capital y a partir de ese momento experimentó un incremento progresivo en la población cuya capacidad espacial no podía soportar; pasó de 20.000 a 60.000 habitantes. Fue por ello que la urbe creció de manera caótica, llena de calles estrechas y trazadas, con una salubridad y alcantarillado en un estado pésimo.
Sin embargo, en esta misma época, dentro de la Comunidad, cabe subrayar la edificación del Monasterio de El Escorial, así como el Puente de Segovia sobre el río Manzanares y la unificación de dos calles que formaron la Calle Mayor.

### Siglo XVII
Por unos pocos años, Felipe III trasladó la Corte a Valladolid, aunque pronto regresó a Madrid. La población de la capital continuó su rápido crecimiento, debido a la emigración de familias nobles castellanas que iban en busca de una mejora en su economía y, en algunos casos, cierta influencia en la Corte.
A lo largo de este siglo, Madrid fue adquiriendo cada vez más reconocimiento mientras que el de Sevilla iba en continua disminución. De modo que, tanto nobles como artistas de la talla de Velázquez se acercaron a la emergente urbe en busca de una mejora económica.
En cuanto a las construcciones, fue a principios de siglo cuando se construyeron la Plaza Mayor y El Retiro. La población superaba los 100.000 habitantes, por lo que, hubo que cercar la ciudad con una cuarta muralla.

### Siglo XVIII
En la primera mitad del siglo tuvo lugar el incendio del viejo Alcázar, situado donde hoy se encuentra el Palacio de Oriente, de modo que la Corte tuvo que trasladarse al Palacio del Buen Retiro. Para enlazarlo con la ciudad se diseñaron, ya bajo el reinado de Carlos III, siguiendo este las directrices del Conde de Aranda primero y del Conde de Floridablanca después, las fuentes de Cibeles y Neptuno, la Puerta de Alcalá o la Casa de Correos. De este modo, las competencias jurisdiccionales del poder local fueron disminuyendo en beneficio del Borbón. Con ayuda de sus ministros tomó diversas medidas para lavar la cara a la capital que sufría altos niveles de delincuencia y, como ya se ha mencionado antes, una salubridad muy poco cuidada. Entre otras cabe destacar: el plan de alcantarillado para evacuar las aguas residuales, la ley que prohibía tirar basuras a las calles y la implantación de un servicio de recogida y la iluminación y empedramiento de las calles.
Debido a ciertos cambios en las costumbres indumentarias, que tenían como objetivo reducir la delincuencia y hacer de Madrid una ciudad más atractiva, y a un incremento en los precios, tuvo lugar el Motín de Esquilache que terminó con la deportación del ministro del mismo nombre que quiso imponer estas reformas.
Si bien es cierto que se llevaron a cabo estos cambios de embellecimiento de la ciudad, prácticamente tan sólo afectaron a los entornos palaciegos, quedando la población de la periferia hacinada debido al constante crecimiento de esta: a finales del siglo, Madrid contaba con 190.000 habitantes

### Siglo XV
En el siglo XV, Enrique IV establece el monasterio de los Jerónimos a orillas del río Manzanares. Más tarde, reinando Isabel I los frailes solicitan ser reubicados ya que la localización junto al río es insalubre por la abundancia de mosquitos. Se traslada a la actual ubicación junto al Paseo del Prado. En este monasterio nuevo se crearán unas estancias para los reyes destinadas a su alojamiento cuando la corte pare en Madrid. Recibirán el nombre de Cuarto Real y serán el germen del futuro Palacio del Buen Retiro.

### Siglo XVI
Cuando Felipe II hizo de Madrid la capital de España, acordó con las autoridades de la Villa establecer una llamada Carga de Aposento (que no era lo mismo que la preexistente regalía de aposento, puesto que fue una carga permanente, no transitoria) que las autoridades madrileñas pactaron con el rey, a cambio de que este estableciese la capitalidad en Madrid, Según esta carga, aquellos que tuvieran una casa de más de una planta, cederían una de ellas para aposentar la gran cantidad de funcionarios y cortesanos de rango inferior que habrían de llegar a la flamante capital de un importante imperio. Las autoridades de la ciudad pensaron en las ventajas económicas que la capitalidad traería, pero los madrileños, no especialmente contentos, empezaron a construir las que fueron llamadas casas a la malicia, de una sola planta, para no sufrir las incomodidades de la Carga. Como resultado de esto el casco urbano se extendió rápidamente y en unos 40 años (a principios del siglo XVII) llegó hasta la cerca que más tarde se construiría (por el norte hasta los llamados bulevares y por el este hasta el arroyo de la fuente Castellana, es decir, el paseo de Recoletos y El Prado) y que perduraría prácticamente hasta el siglo XIX, mientras la ciudad volvía a crecer en altura. Esta cerca no tenía funciones defensivas, sino solamente fiscales, para obligar a que las entradas a la Villa se hicieran por las puertas donde se cobraba el portazgo.
Las calles más amplias que desembocan en el Prado (Carrera de San Jerónimo, hacia el Palacio del Buen Retiro y Atocha, hacia la Basílica de Nuestra Señora de Atocha) servían como espacio de prestigio para la escenificación de procesiones y paradas cortesanas. La planificación del Paseo del Prado en tiempo de Carlos III respondía a los mismos criterios, además de reunir un extraordinario conjunto de instituciones del programa ilustrado que pretendía poner a Madrid en la vanguardia científica. Determinó el futuro eje viario y de expansión urbana del Paseo de la Castellana.
Durante unos siglos el crecimiento quedó contenido en el casco antiguo, puesto que la existencia de las casas a la malicia, acabada la carga de aposento, permitía el crecimiento hacia arriba (dando origen entre otras cosas al modelo de las corralas, bien descrito por el costumbrismo madrileño), hasta que ya en el siglo XIX el ayuntamiento, impulsado por especuladores privados (principalmente el Marqués de Salamanca), empezase una ambiciosa ampliación urbana.
La parálisis económica general del país en el siglo XVII no produjo ningún cambio apreciable en la fisonomía de Madrid, que no volvería a despertar hasta la llegada de la Dinastía de los Borbones.

### Siglo XVIII
Un hecho importante para la evolución urbana de la ciudad se dio tras el incendio del Alcázar en 1734. El rey Felipe V se instaló en el Palacio del Buen Retiro, lo que hizo que muchos nobles construyeran palacios en las cercanías (Paseo del Prado, Paseo de la Fuente Castellana), empezando tímidamente una extensión del recinto urbano establecido desde tiempos de Felipe II.
Carlos III, que fue llamado el mejor alcalde de Madrid, urbanizó la zona sur de la capital como futura zona noble, haciendo partir de la glorieta de Atocha diversas avenidas, como el Paseo de los ocho hilos, de las Acacias y construyendo en sus cercanías una serie de edificios representativos como el Gabinete de Historia Natural (actual Museo del Prado), trasladó el botánico de Migas Calientes a la actual situación (Jardín Botánico de Madrid), construyó el Hospital General (ahora Museo Reina Sofía), la Real Academia de Medicina, la Platería Martínez, el Observatorio Astronómico.

### Siglo XIX
La rápida expansión del siglo XVI se hizo tan deprisa que no dejó espacio para la creación de plazas. A principios del siglo XIX, el rey José I, tampoco especialmente partidario de los conventos, se dedicó a derribar unos cuantos (Santo Domingo, Mostenses, Santa Bárbara) usando los terrenos para construir plazas (que suelen llevar el nombre del convento derribado), por lo que José se ganó el sobrenombre de "el rey Plazuelas". También abrió la plaza de Oriente del nuevo Palacio Real, que los madrileños le agradecieron llamando a la calle que la cruza calle de Bailén, primera batalla que perdieron las tropas napoleónicas.

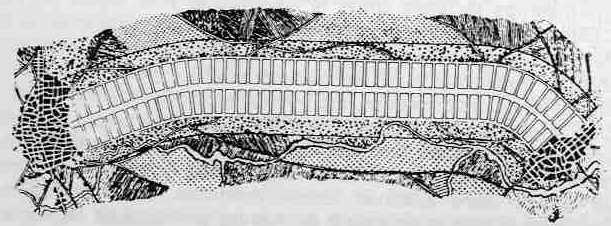
Proyecto de Ciudad Lineal de Arturo Soria. Su ambicioso planteamiento no llegó a completarse en todos sus extremos, y su integración con la naturaleza quedó definitivamente desvirtuada con la urbanización de todos los espacios intermedios, tanto hacia el centro urbano como hacia el exterior. También se amplió la edificabilidad en la mayor parte de las parcelas, aunque algunas siguen teniendo el mismo aspecto que a principios de siglo. También es uno de los pocos bulevares que se han conservado.

Más allá de los bulevares que se abrieron al derribar la antigua cerca, se construyó el ensanche de la segunda mitad del siglo XIX proyectado por Carlos María de Castro. Limitado a la zona norte y este, hasta el Paseo de Ronda, adoptó el plano en cuadrícula (manteniendo la diagonal del tradicional camino que es la calle Alcalá), la trama en manzanas que se preveían de baja densidad (posteriormente ocupadas hasta sus últimas posibilidades) y un estilo arquitectónico historicista, con predominio del ladrillo visto y los balcones enrejados, que le dan un aspecto característico. Las zonas sur y oeste quedan ocupadas por las "cuñas" de penetración del ferrocarril (estaciones del Mediodía o Atocha y del Norte o Príncipe Pío, que durante muchos años no estuvieron conectadas, haciéndose más tarde la conexión a través de Delicias por el sur y este y del "túnel de la risa", Chamartín, Pitis y Las Rozas de Madrid por el norte y oeste) y la zona de industrias de la zona del río en el entorno de Legazpi (Matadero). El trazado viario en esa zona es claramente radiocéntrico, con zonas intermedias de cuadrícula.
En las zonas que quedan en el extrarradio del ensanche (limitado por un conjunto de vías de forma claramente octogonal en el plano) van apareciendo núcleos espontáneos de viviendas de autoconstrucción más o menos precarias en las vías de acceso a la ciudad. A comienzos del siglo XX se planifica en su zona noreste la Ciudad Lineal de Arturo Soria, que fue el proyecto más ambicioso de una serie de planes de colonias suburbanas, unas de casas baratas y otras de mayor prestigio social, generalmente en forma de pequeñas urbanizaciones de viviendas unifamiliares, que aún subsisten en forma de "islas" en lo que hoy son en zonas que han quedado muy céntricas para tener tan baja densidad (El Viso, Cruz del Rayo, Prosperidad).

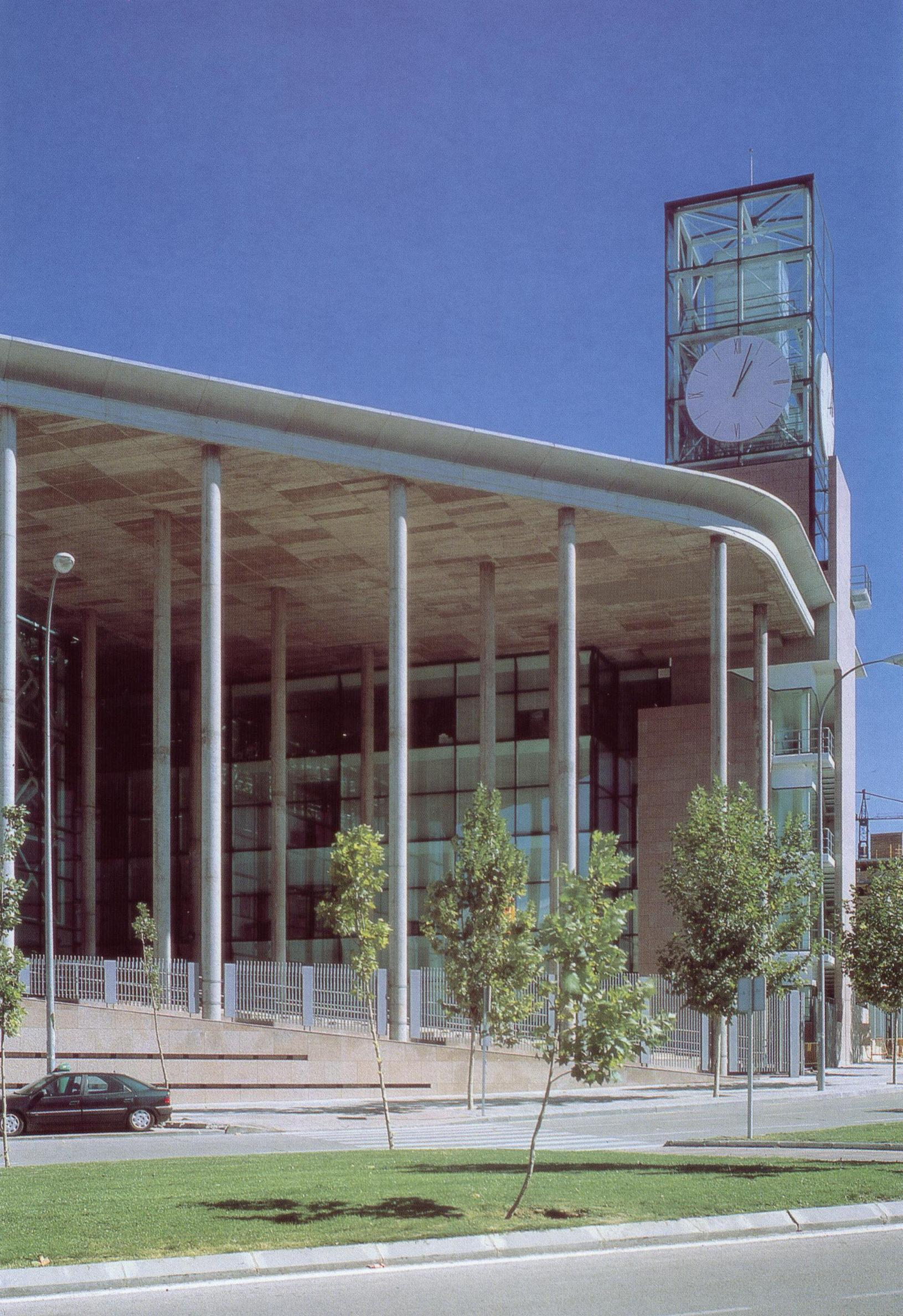
Asamblea de la Comunidad de Madrid, en el distrito de Puente de Vallecas, un ejemplo de equipamiento público en zonas no centrales, cuya ubicación en este caso se planteó como una "descentralización" administrativa voluntaria hacia la periferia urbana.

### Siglo XX
Desde finales del siglo XIX el centro histórico sufrió alteraciones puntuales de alguna importancia, siendo la intervención más significativa la apertura de la Gran Vía, que junto con zonas de la Castellana (Nuevos Ministerios, AZCA) forman unos ejes "pantalla" que aíslan a ambos de sus lados zonas de menor altura de edificación y menor anchura del viario, en algunos casos degradadas (envejecimiento de la población tradicional, establecimiento de núcleos inmigrantes, actividades económicas ilícitas o irregulares...) y sujetas a rehabilitación en la actualidad, a veces tendente a la terciarización (sustitución de viviendas por usos turísticos, comerciales, administrativos...) o sustitución de viviendas por otras de mayor precio, sobre todo cuando las antiguas estaban sometidas a la denominada "renta antigua", beneficiosa al inquilino. La declaración de ruina, con el correspondiente desalojo, derribo y reconstrucción proporcionó notables plusvalías a los propietarios. La especulación inmobiliaria iniciada en los últimos años del franquismo no se ha detenido hasta la actualidad, recibiendo la atención discontinua de las autoridades públicas a través de los sucesivos planes de urbanismo.
La periferia urbana actual corresponde con el espacio exterior a la "almendra central" definida por la M-30, y que corresponde en su mayor parte a los antiguos municipios absorbidos tras la Guerra Civil. Además de los cascos históricos de esas poblaciones, que lógicamente aún pueden reconocerse en la trama de la conurbación, las nuevas áreas residenciales creadas en el antiguo suelo agrícola son: o bien barrios de chabolas posteriormente reedificados (El Pozo del Tío Raimundo); o zonas de planificación de los años 1950 (San Blas); o promociones privadas de especulación urbanística de los años 1970 (Barrio del Pilar), que a veces se han calificado de "chabolismo vertical". Los espacios intersticiales son ocupados por zonas de utilización productiva: polígonos industriales que progresivamente fueron quedando obsoletos, en la zona sur y otros (que suelen recibir la más elitista denominación de parques industriales y empresariales) de mayor proyección en la actualidad; por último, las zonas de servicios (centros comerciales, como La Vaguada, con diseño de César Manrique) o los equipamientos públicos (educativos, deportivos, etc.), que en la mayor parte de los casos tuvieron que conformarse con el escaso suelo que quedó libre de la especulación..